# سم باتمز
سم باتمز (انگلیسی: Sam Bottoms; ۱۷ اکتبر ۱۹۵۵ – ۱۶ دسامبر ۲۰۰۸) بازیگر تلویزیون و بازیگر سینما اهل ایالات متحده آمریکا بود.
از فیلم‌ها یا برنامه‌های تلویزیونی که وی در آن نقش داشته‌است می‌توان به اینک آخرالزمان، جوسی ولز یاغی، خرابی، برانکو بیلی، ناگفته، دختر فروشنده، گذر از زمستان، طعنه‌آمیز و تعصب، بچه شری و آخرین نمایش فیلم اشاره کرد.